# Cormocephalus strigosus
Cormocephalus strigosus är en mångfotingart som beskrevs av Kraepelin 1908. Cormocephalus strigosus ingår i släktet Cormocephalus och familjen Scolopendridae. Inga underarter finns listade i Catalogue of Life.